# Виолетта (артистка)
Алоизия Вагнер (нем. Aloisia Wagner, более известная как Виолетта (нем. Violetta); 1906 или 1907 год, Бремен, Германская империя — возм. 1973, Бремен, ФРГ) — немецкая и американская цирковая артистка. Она родилась с крайне редким заболеванием — синдромом тетраамелии, из-за чего у неё отсутствовали все четыре конечности.

## Биография
Алоизия Вагнер родилась в Бремене. Из-за редкого врождённого заболевания, известного как синдром тетраамелии, у неё отсутствовали руки и ноги. Несмотря на это, в остальном девочка росла здоровой. Родители Алоизии всячески старались научить её быть как можно более самостоятельной. В 15-летнем возрасте она начала выступать в цирках под сценическим псевдонимом «Виолетта».
23 марта 1924 года, в возрасте 17 лет, со своим единоутробным братом и менеджером Карлом Гробекером (нем. Karl Grobecker) на лайнере George Washington компании Norddeutscher Lloyd эмигрировала в США, прибыв в пункт приёма иммигрантов на острове Эллис в Нью-Йоркской бухте.
Виолетта могла двигаться и демонстрировать публике трюки с прыжками. Помимо этого, на выступлениях она часто пела, а также демонстрировала свои способности мыться, рисовать, шить, зажигать сигарету и выполнять прочие привычные действия при помощи одного лишь рта. Журналист из London Life отметил, что она привлекала внимание зрителей и своей красотой, ярко заметной даже несмотря на её физические недостатки. По его словам, она не переживала из-за отсутствия конечностей; конферансье даже говорил публике: «она считает, что ей лучше без них».
Как сообщается, Виолетта была замужем и счастлива в браке. Обручальное кольцо она носила на золотой цепочке на шее.
Последние упоминания о ней относятся к 1940 году; дальнейшая судьба неизвестна. Имеются спорные сведения, что Алоизия Вагнер вернулась в Германию и умерла незамужней в августе 1973 года в родном городе, похоронена на кладбище в Хемелингене в могиле своей матери Элизе Вагнер (№ A428), умершей в 1942 году. Могила не сохранилась.